# 통합의료진흥원
통합의료진흥원(統合醫療振興院)은 대한민국 보건복지부, 대구광역시청, 대구가톨릭대학교, 대구한의대학교가 공동지원 형식으로 설립한 재단법인이다. 대구광역시에 위치하고 있다.

## 연혁
- 2009년 11월 통합의료진흥원 설립[7]

## 같이 보기
- 대구경북첨단의료산업진흥재단
- 한국한의학연구원
- 국제통합의료협회